# Muhammad Sodiq Muhammad Yusuf
Muhammad Sodiq Muhammad Yusuf (* 15. April 1952 in Andijon, Usbekische SSR; † 10. März 2015 in Taschkent, Usbekistan) war ein islamischer Theologe und galt als der „inoffizielle geistige Führer des Islam in Usbekistan“. Er war der erste Mufti nach der Unabhängigkeit Usbekistans und Großmufti der „Muslimischen Geistlichen Verwaltung von Zentralasien“.

## Leben
Er studierte zunächst an der Mir-i Arab-Madrasa in Buchara und am Imam-al-Buchari-Institut in Taschkent, dann in Libyen. Er trat als Übersetzer und Kommentator des Korans hervor. Sein Ziel war die allmähliche, aber vollständige Islamisierung der usbekischen Gesellschaft.
Seine Schriften werden zum überwiegenden Teil in Kirgisistan, im Verlagshaus des Islamischen Zentrums Osch in der Stadt Kara-Suu im Süden des Landes auf Usbekisch und Russisch herausgegeben.
Er war einer der 138 Unterzeichner des offenen Briefes Ein gemeinsames Wort zwischen Uns und Euch (englisch A Common Word Between Us & You), den islamische Persönlichkeiten an „Führer christlicher Kirchen überall“ (engl. "Leaders of Christian Churches, everywhere …") sandten (13. Oktober 2007).